# Chris Pohl

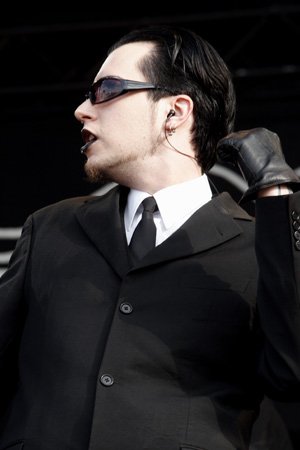
Chris Pohl

Christian „Chris“ Pohl (* 9. Februar 1972 in Berlin-Kreuzberg) ist ein deutscher Musiker. In seiner in den frühen 1990ern gestarteten Laufbahn hat er zahlreiche Band- und Soloprojekte initiiert, worunter vor allem die Bands Blutengel und Terminal Choice auch internationale Bekanntheit erlangten.

## Geschichte
1994 nahm Pohl unter dem Namen Terminal Choice fünf Kassetten auf und kreierte das Bandlogo. Side-Line reichte seine Tapes an das finnische Label Cyberware weiter, die das Projekt unter Vertrag nahmen. 1995 kam dann die erste Maxi-CD auf den Markt. Da sich Pohl seine Inspiration von verschiedenen Richtungen holte, kam es, dass er auch an BDSM Gefallen fand. Diese, so fand er, wollte nicht recht zu Terminal Choice passen, so dass er das neue Projekt Seelenkrank ins Leben rief. Dieses musste er 1997 aufgrund rechtlicher Streitigkeiten mit dem Label Maschinenwelt jedoch auflösen, so gründete Pohl 1998 das Projekt Blutengel und veröffentlichte noch im selben Jahr das erste Album Child of Glass.
2001 gründete er das Projekt Pain of Progress sowie sein eigenes Label Fearsection. Pain of Progress wurde jedoch nach der ersten CD-Veröffentlichung Mitte 2002 auf Eis gelegt und Pohl richtete seine Aufmerksamkeit wieder auf seine Hauptprojekte Terminal Choice und Blutengel sowie auf die Arbeit mit den bei ihm unter Vertrag stehenden Bands wie TrümmerWelten, Cinderella Effect, Silent Assault und Staubkind.
Seit 2008 arbeitet er auch an seinem neuen Projekt Miss Construction, welches das Projekt Tumor ablöst.
2019 gründete er sein Soloprojekt She Hates Emotions. Mit diesem veröffentlichte er am 15. Mai 2020 das Album Melancholic Maniac, das musikalisch an den 1980er Synthie-Pop anknüpft und bewusst minimalistisch gehalten ist. Das Album erreichte Platz 24 der deutschen Albencharts.

## Diskografie

### Terminal Choice
→ siehe: Terminal Choice#Diskografie

### Seelenkrank
→ siehe: Seelenkrank#Diskografie

### Blutengel
→ siehe: Blutengel#Diskografie

### She Hates Emotions
- 2020: Melancholic Maniac
- 2022: Happy Pop Music
- 2024: Future Unknown

### Tumor
- 1998: Neues Fleisch
- 1998: Neues Fleisch Operation 2
- 1999: Seelenfresser
- 2002: Zombienation
- 2005: Killer Tekkkno
- 2005: Welcome Back, Asshole!

### Pain of Progress
- 2002: Weeping Song (Single)
- 2002: Frozen Pain

### Miss Construction
- 2008: Kunstprodukt
- 2013: United Trash

### Waldgeist
- 1999: Rumpelstilzchen (Single)
- 2000: Der Schlächter (EP)

### Remixe von Chris Pohl für andere Bands
- ASP – Collective Suicide (Chris Pohl Remix)
- ASP – Geisterjagd (Chris Pohl Remix)
- Battle Scream – Abschiedsmelodie (Fear In Motion RMX By Chris Pohl)
- Tanzwut – Der Himmel brennt (remixed by Chris Pohl) (Bonustrack)
- TrümmerWelten – The Phoenix Dies (BlutEngel – Remix)